# 斯格明子
斯格明子（英語：Skyrmion）是一类非线性sigma模型的拓扑稳定结构，由英国物理学家托尼·斯格明于1962年首次提出。这种类粒子稳定场结构具有拓扑保护性质。在粒子理论中，skyrmion（/ˈskɜːrmi.ɒn/）是某类非线性sigma模型的拓扑稳定场构型。它最初是由 Tony Skyrme 在 1961 年提出的（并以此命名）作为核子模型。作为介子场中的拓扑孤子，它具有显着的特性，即只需固定核子半径，即可以合理的精度模拟核子的多种低能特性。此后，它在固态物理学中得到了应用，并与弦理论的某些领域有联系。
Skyrmions 作为拓扑对象在固态物理学中很重要，特别是在新兴的自旋电子学技术中。二维磁性斯格明子作为拓扑对象，例如由 3D 有效自旋“刺猬”形成（在微磁学领域：来自同伦度 +1 的所谓“布洛赫点”奇点）通过立体投影，正北极自旋映射到二维圆盘的远处边缘圆上，而负南极自旋映射到圆盘的中心。在旋量场中，例如光子或极化子流体，skyrmion 拓扑对应于完整的庞加莱光束 （即包含所有极化状态的自旋量子涡旋）。 
据报道，Skyrmions 存在于玻色-爱因斯坦凝聚体   薄磁性薄膜  和手性向列液晶 中，但尚未最终证实。
作为核子的模型，skyrmion的拓扑稳定性可以解释为重子数守恒的陈述；即质子不会衰变。 Skyrme Lagrangian 本质上是核子的单参数模型。修正参数修正了质子半径，也修正了所有其他低能属性，看起来正确到大约 30%。正是这种模型的预测能力使它作为核子模型如此吸引人。
镂空的斯格明子构成了核子手性袋模型（柴郡猫模型）的基础。 Dan Freed 已经获得了费米子谱与非线性 sigma 模型的拓扑绕组数之间对偶性的精确结果。这可以解释为对核子（但仅由夸克组成，没有胶子）的量子色动力学（QCD）描述与核子的 Skyrme 模型之间的二元性的基础。
斯格明子可以被量化以形成重子和共振态的量子叠加。 它可以从一些核物质特性中预测出来。 